# Normativa sulla radiotelevisione terrestre italiana
La normativa sulla radiotelevisione terrestre italiana indica la disciplina giuridica in materia di utilizzo di impianti radioelettrici e televisivi per la diffusione via radio di informazioni, oltre all'insieme dei sistemi di pianificazione e assegnazione delle frequenze dei canali televisivi terrestri in Italia.

## Storia

### Dall'unità d'Italia al ventennio fascista
All'inizio del XX secolo la legge 30 giugno 1910, n. 395 stabilisce la riserva statale per l'esercizio dell'attività radiotelegrafica e radioelettrica. Durante il ventennio fascista, tale principio viene confermato dapprima dal regio decreto 8 febbraio 1923, n. 1067, col quale viene quindi già affermato di fatto la riserva allo Stato del diritto di trasmissione. Il regio decreto 14 dicembre 1924, n. 2291 in concomitanza con la nascita del Ministero delle comunicazioni, tramite concessione viene demandata all'Unione Radiofonica Italiana (URI) per il periodo di sei anni il monopolio delle trasmissioni radiofoniche. In base a tale norma è previsto un forte controllo del Governo sui programmi e sull'assetto societario. Inoltre l'URI è costretta a mettere a disposizione del governo italiano gli impianti per la diffusione di notizie di interesse pubblico che quest'ultimo voglia diramare.
Tuttavia, il regio decreto legge 17 novembre 1927, n. 2207, ristabilisce gli estremi della concessione, affidandola all'Ente Italiano per le Audizioni Radiofoniche (EIAR), un ente pubblico, il cui controllo azionario è nelle mani del governo. Viene rafforzato il controllo statale, prescrivendo la presenza di quattro membri di nomina governativa nel Consiglio di amministrazione, oltre l'approvazione governativa del piano annuale delle trasmissioni.
L'EIAR è sottoposta al controllo del Comitato superiore di vigilanza del Ministero delle comunicazioni.
Nel 1935 le competenze sulla radiofonia vengono concentrate nelle mani del Ministero per la stampa e la propaganda, ed il testo unico di cui al R.D. 27 febbraio 1936, n. 645 ("Approvazione del codice postale e delle telecomunicazioni") ribadiva il principio della riserva statale, che veniva esteso anche ai servizi telegrafici, telefonici, radioelettrici via cavo e ottici.

### La nascita della Repubblica Italiana, la RAI ed il monopolio statale
Nel secondo dopoguerra poco dopo la nascita della Repubblica Italiana il primo coinvolgimento del parlamento nel settore radiotelevisivo si può riscontrare col D. Lgs. CPS 3 aprile 1947, n. 428. L'entrata in vigore nel 1948 della Costituzione della Repubblica Italiana, muta radicalmente in senso garantista l'impostazione della stampa e più in generale della libertà di manifestazione del pensiero. La Costituzione, pur dedicando grande importanza alla tematica della libertà di stampa (art. 21), tuttavia prevede che a fini di utilità generale, la legge può riservare allo Stato determinate imprese che si riferiscono a servizi pubblici essenziali ed abbiano carattere di preminente interesse generale (art. 43).
Il D.P.R. 26 gennaio 1952, n. 180 rinnova la concessione (radiofonica e dal 1954 anche televisiva) all'EIAR per la durata di 20 anni, che intanto diventa Rai - Radiotelevisione Italiana, una società per azioni. Il decreto prevede: il passaggio del pacchetto azionario di maggioranza della Rai all'IRI (ente pubblico); il passaggio da quattro a sei membri del CdA nominati dal governo; l'obbligo di sottoporre il piano triennale dei programmi ad autorizzazione ministeriale; il sistema di finanziamento misto (canone e pubblicità).

### Il secondo dopoguerra e il caso "Il Tempo TV"
Con istanza 19 dicembre 1956 la società "II Tempo-T.V." chiede al Ministero delle poste e delle telecomunicazioni "l'assenso di massima" per la realizzazione di un servizio di radiodiffusione televisiva, basato economicamente sui proventi della pubblicità, da attuare nelle Regioni del Lazio, della Campania e della Toscana, con eventuale successiva estensione ad altre regioni. Dichiara la società di voler realizzare tale programma provvedendo alla costruzione di impianti trasmittenti, studi di ripresa e ponti-radio mobili per trasmissioni esterne; di volersi conformare alle vigenti norme sulla stampa e sulla materia oggetto di pubblici spettacoli; di voler evitare ogni disturbo alle trasmissioni di altri servizi, "assumendo l'obbligo di rispettare tutte le disposizioni nazionali ed internazionali, legislative e regolamentari, riguardanti le radiocomunicazioni". Al fine di "evitare interferenze con le preesistenti stazioni TV italiane" (le quali, come è noto, si avvalgono attualmente di frequenze della gamma VHF), dichiara inoltre di intendere utilizzare frequenze della gamma UHF.
Viene sollevata la questione di legittimità costituzionale del monopolio televisivo, invocando gli articoli 21, 41 e 43 della Costituzione. Una vicenda analoga occorse alla lombarda TV1, che finì con la sentenza della Consulta del 13 luglio 1960 - primo pronunciamento in materia di radiotelevisione da parte della Corte costituzionale - che giustificava il monopolio RAI in base alla constatazione che le frequenze disponibili erano limitate. Nel dispositivo infatti non si accolse il dubbio di legittimità; la Corte infatti sottolineò, infatti, come il monopolio delle trasmissioni radiotelevisive rientrasse tra le fattispecie protette dall'art. 43 della costituzione italiana.
(Art 43 Costituzione della Repubblica Italiana.)

### Le prime emittenti private e la giurisprudenza della Corte costituzionale
A metà degli anni 1960 cominciarono i primissimi tentativi di dare vita a televisioni private. Non si registrano quindi esperienze significative in questa fase, ma solo timidi tentativi di appassionati tra cui i due fratelli torinesi Achille e Giovanni Judica Cordiglia o nel caso di Telediffusione Italiana Telenapoli.
Negli anni 1970 la Corte costituzionale evidenziò come l'assoggettamento a concessione degli impianti per l'esercizio di trasmissioni di tipo radiofonico e televisivo avesse dovuto ritenersi pienamente legittimo. La Consulta, in particolare, aveva escluso quanto ipotizzato dal giudice remittente, ossia che la previsione di vincoli all'esercizio dell'attività radiotelevisiva potesse contrastare con il disposto dell'articolo 21 della Costituzione (che sancisce il diritto di manifestare liberamente il proprio pensiero) e dell'articolo 41 della Costituzione (concernente la libertà di iniziativa economica privata): secondo la Corte, infatti, l'attività di radiotelediffusione su vasta scala integrerebbe quella situazione di monopolio che l'art. 43 della Costituzione considera legittimo presupposto della riserva allo Stato. Tale conclusione venne precisata nella successiva sentenza 28 luglio 1976, n. 202 riguardante la legittimità dell'estensione del regime di monopolio agli impianti e all'esercizio di stazioni radiofoniche e televisive via etere su scala locale, assoggettati a concessione e non a semplice autorizzazione.
Tra gli avvenimenti più importanti del periodo vi fu la creazione di Telebiella nel 1972 da parte di Giuseppe Sacchi; tuttavia, il presidente della Repubblica Giovanni Leone emanò il D.P.R. 29 marzo 1973, n. 156 che unificava tutti i mezzi di comunicazione a distanza in una sola categoria, rendendo illegali le emittenti private, e disponendone la disattivazione con un successivo decreto del maggio dello stesso anno. Tutte le emittenti eseguirono l'ordine tranne Telebiella, che proseguì le trasmissioni, ed il 1º giugno 1973 il governo Andreotti II fece oscurare l'emittente. La questione diventò di rilevanza politica nazionale perché i repubblicani ritirarono, proprio sul tema della riforma della televisione, l'appoggio esterno al governo costretto a dimettersi.
Dopo che Sacchi venne denunciato presso la pretura di Biella per violazione delle norme in materia di comunicazioni postali, il magistrato Giuliano Girzi interruppe il procedimento nei confronti del Sacchi e, in qualità di giudice a quo, sollevò il dubbio di incostituzionalità alla Consulta. In seguito a ciò la Corte costituzionale si espresse, anche in merito gli impianti di televisione via cavo e la ripetizione delle emittenti televisive internazionali in lingua italiana (Telemontecarlo, TeleCapodistria, Televisione svizzera di lingua italiana), con la sentenza 10 luglio 1974, n. 225 che dichiarò l'illegittimità del monopolio circa la televisione via cavo e quindi liberalizzazione delle emittenti televisive che adottassero tale modalità di trasmissione, sancendo quindi illegittimità costituzionale degli artt. 1, 183 e 195 del DPR 29 marzo 1973, n. 156.
Tale giurisprudenza aprì la strada per una sostanziale diffusione delle emittenti televisive private, infatti alla fine degli anni 1970 erano presenti sul territorio italiano 1500 emittenti televisive.

### Dalla riforma della RAI del 1975 ad oggi
Con la riforma della RAI del 1975, che pur riaffermando il principio del monopolio statale per le trasmissioni su scala nazionale, giustificandolo con il carattere di servizio pubblico essenziale, di fatto apre timidamente il settore al mercato concorrenziale. La novità della legge fu il passaggio del controllo della radiotelevisione dal governo al parlamento e l'istituzione di apposita commissione parlamentare di vigilanza sui servizi radiotelevisivi. La legge 14 aprile 1975, n. 103 stabilì inoltre che nell'esercizio del servizio radiotelevisivo doveva essere assicurata l'indipendenza, la completezza, e l'obiettività dell'informazione. Vengono stabilite modalità specifiche per la comunicazione politica, con l'istituzione di apposite tribune politiche. La sentenza della Corte costituzionale 28 luglio 1976, n. 202 affermò il principio della non invocabilità della limitatezza delle frequenze per quello che riguarda le trasmissioni in ambito locale.
Nel decennio successivo il decreto legge 6 dicembre 1984, n. 807 - convertito in legge 4 febbraio 1985, n. 10 (decreto Berlusconi bis) - pur riservando l'attività di trasmissione pubblica a copertura nazionale allo Stato - affermò la legittimità dell'attività di radiodiffusione sonora e televisiva dell'emittenza privata.
Gli anni novanta furono molto importanti per la produzione legislativa in materia televisiva: in particolare si fa riferimento alla legge Mammì del 1990 e alla legge Maccanico del 1997, nonché a diverse e mai applicate sentenze della Corte costituzionale. Negli anni 2000 il governo Berlusconi II  in virtù della legge 3 maggio 2004, n. 112, ed in particolare dell'art. 16, ha emanato il Testo unico della radiotelevisione nel 2005, che recepisce molti concetti espressi nelle direttive europee.

## Le concessioni televisive
Le concessioni televisive sono disciplinate dalla Legge Maccanico e dal regolamento dell'Autorità per le garanzie nelle comunicazioni.
La Legge 3 maggio 2004, n. 112, poi, precisa che esistono differenti titoli abilitativi per le attività di operatore di rete e fornitore di contenuti televisivi o radiofonici, e stabilisce inoltre che l'autorizzazione non comporta l'assegnazione delle radiofrequenze (art. 5), che invece è effettuata con un provvedimento separato.
La concessione indica la frequenza e le aree di servizio degli impianti dell'emittente. Ha una durata stabilita in 6 anni, ed è rinnovabile; può cessare per rinuncia, morte del proprietario, fallimento o perdita dei requisiti soggettivi (vedi "Requisiti per la concessione"). In allegato alla concessione vi è una convenzione che riporta obblighi e diritti del concessionario.
Le emittenti si distinguono in nazionali (che coprono almeno l'80 per cento del territorio) e locali.
Le emittenti nazionali si dividono a loro volta in:
- TV commerciali
- emittenti specializzate in televendite
- pay TV (con segnale "criptato")

### Requisiti per la concessione
Innanzitutto la forma sociale richiesta è quella di società per azioni, società a responsabilità limitata o cooperativa, di nazionalità italiana o europea. Inoltre è richiesta una certa misura di capitale sociale.

I criteri di selezione, nelle graduatorie, sono il patrimonio dell'emittente, il numero di dipendenti, nonché la qualità del progetto editoriale.

### Procedura per il rilascio
La domanda deve essere presentata a una Commissione di esperti nominata dal Ministro delle comunicazioni, la quale deve valutare le domande con un punteggio finale, attribuito a seconda del piano dell'emittente, la qualità dell'offerta, l'investiment tecnologico.

La concessione è infine rilasciata, nel caso degli emittenti locali, dal solo Ministro delle comunicazioni, mentre per quelli nazionali è necessario che il Ministro senta in via preliminare il Consiglio dei ministri.

### Concessioni rilasciate a privati
Le concessioni sono state rilasciate prima nel 1992 e poi nel 1999 (Decreto Ministeriale del 28 luglio 1999) alle seguenti otto reti nazionali private (la Rai ha un altro trattamento essendo servizio pubblico):
- reti televisive Mediaset: Canale 5, Italia 1
- TV Internazionale Spa (TMC) e Beta Television Spa (TMC 2)
- Europa TV Spa (TELE+ Bianco)
- Centro Europa 7 Srl (Europa 7), mai messa in condizioni di trasmettere
- Elefante TV Spa (Telemarket-Elefante TV)

In via provvisoria vennero autorizzate le trasmissioni di due reti eccedenti (1999): Rete 4 e TELE+ Nero. Erano in attesa di autorizzazione Rete Mia, Rete A e 7 Plus (Centro Europa 7 srl).
Precedentemente già la Legge 31 luglio 1997, n. 249 art. 3, comma 6 e 7 stabiliva che le due "reti eccedenti" potessero continuare a trasmettere anche dopo il limite dell'aprile 1998 stabilito dalla legge stessa, a patto che affiancassero alle trasmissioni analogiche quelle digitali (intese allora come cavo e satellite), per permettere un passaggio graduale a queste ultime. Le emittenti avrebbero poi dovuto rilasciare le frequenze analogiche entro un termine che avrebbe dovuto stabilire l'Autorità per le garanzie nelle comunicazioni, ma che in realtà non venne mai deciso. Su questa mancanza di un termine certo intervenne nel novembre 2002 la Corte costituzionale con la sentenza 466/2002, con cui fissava un limite improrogabile entro il 31 dicembre 2003 per il passaggio esclusivo al satellite e/o al cavo (basandosi su una valutazione dell'AGCOM che riteneva quella data sufficiente per trasferire tutte le trasmissioni di Rete 4 e TELE+ Nero su mezzi digitali).
Anche la Corte di giustizia delle Comunità europea, interessata dal Consiglio di stato con 10 quesiti sulla questione dell'assegnazione delle frequenze a Centro Europa 7, il 12 settembre 2007, nelle conclusioni dell'avvocatura generale evidenziava che:
I giudici nazionali devono esaminare attentamente le ragioni addotte da uno Stato membro per ritardare l’assegnazione di frequenze ad un operatore che così ha ottenuto diritti di radiodiffusione televisiva in ambito nazionale e, se necessario, ordinare rimedi appropriati per garantire che tali diritti non rimangano illusori»
(Causa C-380/05, conclusioni dell’avvocato generale Poiares Maduro)
A gennaio 2008 è arrivata la sentenza della Corte di Giustizia Europea.

## Pianificazione e assegnazione delle frequenze

### Legislazione attuale e situazione di fatto
La Corte costituzionale, con sentenza n. 102/1990,Sentenza n. 102 del 1990 della Corte costituzionale ha stabilito che l'esercizio di impianti radiotelevisivi comporta l'utilizzazione di un bene comune - l'etere - naturalmente limitato, rendendo così necessario un provvedimento di assegnazione della banda di frequenza. Il sistema radiotelevisivo si differenzia così nettamente dalla stampa, che utilizza strumenti di generale disponibilità.
La legge di riferimento per la gestione delle frequenze è la legge n. 223/1990 (legge Mammì), arrivata molto in ritardo nel sistema: ancora oggi non è presente un piano di assegnazione delle frequenze radiofoniche in tecnica analogica.

I soggetti che intervengono nell'assegnazione delle frequenze sono il Ministero delle comunicazioni, l'Autorità per le garanzie nelle comunicazioni e la Commissione parlamentare per l'indirizzo e la vigilanza dei servizi radiotelevisivi.
La pianificazione delle frequenze si divide in due momenti:
- il piano di ripartizione delle frequenze, che indica le bande di frequenza utilizzabili dai servizi di telecomunicazione;
- il piano di assegnazione delle frequenze, che indica la localizzazione degli impianti, le loro aree di servizio, i parametri radioelettrici e le frequenze assegnate agli impianti;

Il piano di ripartizione è elaborato dal Ministero delle comunicazioni, dopo aver sentito altri Ministeri, le Concessionarie di servizi di TLC ad uso pubblico, più il Consiglio superiore tecnico. Il piano viene approvato con decreto P.R., su proposta del Ministro delle comunicazioni, previa delibera del Consiglio dei ministri: attualmente l'ultimo piano risale al 2003.
Il piano di assegnazione è elaborato e approvato dalla Commissione per le infrastrutture e le reti istituita presso l'Autorità, previa consultazione della Rai, delle associazioni dei titolari di emittenti privati, e delle Regioni. Il piano attuale è stato deciso con la deliberazione n. 68 del 1998, e in base ad esso:
- il territorio nazionale è diviso in bacini d'utenza
- sono previste 17 reti a copertura nazionale, di cui 11 a diffusione nazionale e 6 a diffusione regionale
- è stabilito che le reti nazionali devono coprire l'80 per cento del territorio (inclusi tutti i capoluoghi di provincia) e il 92 per cento della popolazione.

In realtà nel 1998 la situazione di fatto si discostava grandemente da quella prevista dal legislatore. Innanzitutto, una delle 11 emittenti televisive che avevano avuto la concessione nazionale, Europa 7, si era trovata nell'impossibilità di trasmettere, perché le frequenze che avrebbero dovuto esserle assegnate erano occupate da Rete 4 (che fa capo a Mediaset).

L'intreccio tra valutazioni politiche e giuridiche ha impedito il ripristino della situazione di diritto. Successivi provvedimenti legislativi hanno poi messo in discussione l'intero sistema, in attesa di passare alla tecnologia digitale.

### Catasto delle frequenze
In attesa dei nuovi provvedimenti ministero e Autorità per le garanzie nelle comunicazioni stanno provvedendo a redigere un Catasto delle frequenze basato sulle autosegnalazione dei soggetti.

## L'evoluzione dei tetti antitrust
A partire dalla Legge Mammì, ogni legge "di sistema" si è preoccupata di fissare dei limiti ("tetti") alla detenzione dei mezzi d'informazione da parte di un unico soggetto. Il motivo della presenza di una normativa antitrust risiede nel principio costituzionale del pluralismo dell'informazione, sancito nell'articolo 21.
- Legge Mammì (art. 15 c. 4 L. 223/90): le concessioni (...) ad un medesimo soggetto (...) non possono superare il 25 per cento del numero di reti nazionali previste dal piano di assegnazione (...) e comunque il numero di tre, su un totale di 11 reti nazionali (di cui 8 private)
- sent. Corte Cost. n. 420/94: il limite del 25 per cento è ritenuto incostituzionale perché viola il principio del pluralismo esterno (art.21 Cost.)
- Legge Maccanico (L. 249/97): le concessioni non possono superare il 20 per cento delle reti pianificate; le reti che eccedono tale limite hanno una deroga, stabilita dall'Agcom, per trasferirsi su cavo o satellite (cosiddetto "periodo transitorio")
- sent. Corte Cost. n. 466/2002: giudica incostituzionale la mancata fissazione di un termine del regime transitorio, e lo stabilisce al 31 dicembre 2003 (scadenza violata)
- Legge Gasparri (L. 112/2004): fissa il limite nel 20 per cento dei programmi televisivi (indipendentemente se analogici, digitali o satellitari) o radiofonici nazionali

Simile, e più controverso, il discorso sul limite di possesso delle risorse (cioè del mercato). Con la legge Maccanico, tale limite era del 30 per cento delle risorse radiotelevisive, ovvero 4 miliardi di euro su un totale stimato in 12 miliardi di euro. La legge Gasparri abbassa il limite al 20 per cento del Sic, che comprende però tutti i prodotti dell'informazione, per un valore di 26 miliardi di euro. Il limite di posizione dominante, quindi, corrisponde ora a 5,8 miliardi di euro, in luogo dei 4 miliardi di euro precedenti.

## La normativa dell'Unione Europea
La direttiva dell'Unione Europea televisione senza frontiere ha i seguenti limiti alla pubblicità: fissando una durata: al massimo 15 % e quotidiano, 20% al massimo in un periodo di un'ora.